# جامعة كراتشي
جامعة كراتشي هي جامعة تقع في مدينة كراتشي في الباكستان.
أسست 1952، بعد نقل جامعة السند إلى حيدر آباد.